# Fraude nigeriana
A Fraude nigeriana é uma forma de fraude realizada principalmente por correio eletrônico, onde o fraudador tenta convencer o fraudado a pagar quantias cada vez maiores em busca de obter um ganho ainda maior no final.
A origem do nome deve-se à popularidade desta prática na Nigéria no começo dos anos 1980, quando a economia à base do petróleo entrou em declínio. Consta no Código Penal da Nigéria como Artigo 419, no Capitulo 38 sobre a "obtenção de bens sob falsas pretensões". Esse tipo de fraude se enquadra no crime de estelionato (Artigo 171 do Código Penal Brasileiro).